# عمران الحديدي
7 أبريل 1998

عمران سعيد جمعة خرباش الحديدي (عمران سعيد جمعة خرباش الحديدي؛ مواليد 7 أبريل 1998 في صحم) هو لاعب كرة قدم عماني يلعب في مركز الوسط والدفاع في صفوف النصر ضمن دوري عمانتل لكرة القدم، كما يُمثّل منتخب عمان لكرة القدم منذ عام 2019.

## المسيرة مع الأندية
بدأ الحديدي مسيرته الاحترافية مع نادي السويق، وشارك في عدة مواسم بالدوري العماني، ثم تنقّل بين أندية فنجاء والنهضة، وكان من العناصر الأساسية التي ساهمت في تتويج النهضة بلقب الدوري في موسم 2022–2023.
انتقل بعد ذلك إلى النصر العماني في موسم 2023–2024، وشارك بانتظام مع الفريق، مرتديًا القميص رقم 6، ويُعد من أبرز عناصر خط الوسط الدفاعي في التشكيلة الأساسية للنادي.

## المسيرة الدولية
خاض الحديدي أول مباراة دولية له مع منتخب عمان لكرة القدم بتاريخ 5 سبتمبر 2019، أمام الهند ضمن تصفيات كأس العالم 2022، وانتهت بفوز عمان 2–1.
سجّل هدفه الدولي الأول بتاريخ 14 نوفمبر 2019، في مرمى منتخب بنغلاديش لكرة القدم، خلال مباراة انتهت لصالح عمان بنتيجة 4–1.

## الأهداف الدولية
| رقم | التاريخ        | الملعب                           | الخصم    | النتيجة | النتيجة النهائية | البطولة                |
| --- | -------------- | -------------------------------- | -------- | ------- | ---------------- | ---------------------- |
| 1   | 14 نوفمبر 2019 | مجمع السلطان قابوس الرياضي، مسقط | بنغلاديش | 4–1     | 4–1              | تصفيات كأس العالم 2022 |

## مشاركات أخرى
شارك الحديدي في "بطولة الرجل الحديدي" المقامة بمحافظة ظفار، وهي فعالية رياضية محلية تهدف إلى تعزيز اللياقة البدنية والتنافس الرياضي في المجتمع.

## روابط خارجية
- عمران الحديدي على فرق كرة القدم الوطنية.كوم
- عمران الحديدي في موقع كرة القدم العالمية.نت
- عمران الحديدي  على سكروي